# 金簡 (明朝)
金簡（？—1661年），字万藏，明朝浙江绍兴府（今浙江绍兴市）人。
金簡在南明永历帝属下担任郎官。李定国击败孙可望，自以为没有他患，武备尽弛。金简与高勣进谏不可尽弛武备：“今内难虽除，外忧方大。伺我者顿刃待两虎之毙，而我酣歌漏舟之中，熟寝爇薪之上，能旦夕安耶？二王老于兵事，胡泄泄如死。”李定国向永历皇帝申诉，言词激烈。永历帝想要杖责二臣，朝士以为不可，长时间未决。时逢三路败报抵达，李定国才拜谢二臣，免于杖刑。后来永历帝入缅甸，金簡随行，途中死去。